# Titularbistum Krbava
Krbava (italienisch Corbavia, lateinisch Corbaviensis) ist ein Titularbistum der römisch-katholischen Kirche im heutigen Kroatien.

## Geschichte
Das Gründungsjahr des Bistums ist nicht bekannt. Sicher belegt ist die Existenz des Bischofs von Senj seit 1150. Die Diözese, die nicht ohne Bedeutung war, existierte bis in das frühe 16. Jahrhundert hinein und wurde im Jahre 2000 in die Liste der Titularbistümer aufgenommen.
| Titularbischöfe von Krbava |                                 |                       |               |     |
| Nr.                        | Name                            | Amt                   | von           | bis |
| 1                          | Ivan Jurković Titularerzbischof | Apostolischer Nuntius | 28. Juli 2001 |     |